# Ай Фен
Ай Фен (спрощ.: 艾芬; ютпхін: Ài Fēn) — китайська лікар, яка працює директором відділення невідкладної допомоги Центральної лікарні Уханя. У грудні 2019 року вона була одним із перших лікарів, хто зіткнувся з хворими з пневмонією, та інфікованими тоді ще невідомим вірусом SARS-CoV-2. 30 грудня 2019 року Ай Фен отримала діагностичний звіт про підозру на «випадки тяжкого гострого респіраторного синдрому». Зображення діагностичного звіту опублікував у WeChat офтальмолог лікарні Лі Веньлян. Потім зображення поширилося в Інтернеті, що призвело до того, що Ай Фен допитувало керівництво лікарні. У статті в китайському журналі «Renwu» їй дали прізвисько «Свистун» (кит.: 发哨子的人), ця стаття була цензурована китайським урядом, але була повторно опублікована в китайськомовному Інтернеті за допомогою емодзі, азбуки Морзе і піньїнь, щоб обійти цензуру.

## Навчання та початок кар'єри
У 1997 році Ай Фен закінчила медичний коледж Тунцзі (який пізніше став частиною Хуачжуньського університету науки і технології), і працювала у відділенні серцево-судинної медицини центральної лікарні Уханя. Вона перейшла на посаду директора відділення невідкладної допомоги в 2010 році.

## Спалах COVID-19
18 грудня 2019 року Ай Фен зіткнулася з першим випадком легеневої інфекції, в якого при рентгенологічному обстеженні було виявлено «множинні плямисті розмиті тіні, розсіяні в легенях». 27 грудня вона побачила другого хворого, але ця особа не мала історії контакту з Уханським гуртовим ринком морепродуктів. У другій половині дня 30 грудня результати тесту показали зараження коронавірусом у другого пацієнта. Коли вона побачила слова «SARS коронавірус, pseudomonas aeruginosa, 46 типів ротової/респіраторної колонізації бактеріями» на тестовому аркуші, то Ай негайно повідомила у відділ охорони здоров'я та інфекційний відділ лікарні. Вона обвела слово «SARS», сфотографувала його та надіслала лікарю іншої лікарні в Ухані. Після цього повідомлення поширилося по всіх медичних колах Уханя, та дійшло до офтальмолога лікарні Лі Веньляна. У другій половині дня того ж дня Лі надіслав попередження колишнім однокласникам через WeChat, яке багато разів перепостили.
1 січня 2020 року Ай Фен знову повідомила у відділ громадської охорони здоров'я лікарні та медичний директорат новини про прийом кількох хворих власником клініки поблизу південнокитайського ринку морепродуктів, сподіваючись привернути до цього увагу. Вона хвилювалася, оскльки вважала, якщо лікарі швидкої допомоги або медсестри захворіють, то виникне багато проблем. Після цього Ай опитали у відділі нагляду лікарні, і вона сказала, що отримала «безпрецедентну та дуже сувору догану». За словами Ай, керівництво лікарні звинуватило її в поширенні чуток як медичного працівника.
Вранці 11 січня Ай отримав звістку про те, що медсестра відділення невідкладної допомоги Ху Цзивей інфікована. Ай негайно зателефонувала своєму начальству, і лікарня провела екстрену нараду, на якій чиновники доручили змінити медичні спостереження інфікованої медсестри з «вірусної легеневої інфекції» до «поширеної легеневої інфекції». На зустрічі 16 січня представники лікарень наполягали на запереченні існування передачі цієї вірусної інфекції від людини до людини.
13 лютого газета «Hubei Daily» опублікувала детальний репортаж про Ай Фен, у якому вона описувала своє розслідування. Пізніше з'явилися чутки, що Ай Фен померла від коронавірусної хвороби. 20 лютого Ай Фен уточнила, що вона не хвора, і все ще працює лікарем, борючись із хворобою.
8 березня газета «People's Daily» опублікувала репортаж інформаційного агентства Сіньхуа, в якому Ай Фен назвали «героїнею, [яка] стояла і наполегливо працювала понад 40 днів і ночей».

## Інцидент із статтею «Викривач»
Після публікації фотографії результатів лабораторних досліджень на коронавірус 30 грудня 2019 року пізніше повідомлено, що 2 січня 2020 року Ай викликав до себе Цай Лі, керівник партійного комітету центральної лікарні Уханя, і їй погрожували, щоб змусити мовчати щодо звіту. Пізніше Цая звільнили.
10 березня 2020 року китайський журнал «People» взяв інтерв'ю у Ай Фен і опублікував її розповідь від першої особи у березневій статті «Викривач» (кит.: 发哨子的人). Однак статтю було примусово видалено протягом 3 годин після його публікації 10 березня. Оригінальний звіт у публічному обліковому записі журналу WeChat також був видалений до полудня. Засоби масової інформації КНР, які передрукували статтю, також видалили її. Офіційний веб-сайт Лікарняного гуманітарного комітету Китайської асоціації догляду за людьми, який керується Національною комісією охорони здоров'я Китаю, зрештою передрукував звіт під заголовком 「如果这些医生都能够得到及时的提醒，或许就不会有这一天」 («Якби лікарі були повідомлені негайно, цей день міг би ніколи не настати»; це цитата з акаунта Ай Фен), і подякував журналістам.
Протестуючи проти цензури, китайські користувачі Інтернету почали пропускати статтю через такі засоби, як шрифт Брайля, емодзі, азбука Морзе та чжуаньшу. Текст статті також переклали англійською, німецькою, японською мовами, ельфійськими рунами, та в тому ж форматі, що й послідовність ДНК.

## Суперечка з лікарнею Aier Eye Hospital
У 2021 році Ай Фен стикнулась в гучній медичній суперечці з «Aier Eye Hospital Group Co». Приватна лікарня «Aier Eye Hospital» провела Ай Фен операцію з видалення катаракти в травні 2020 року. Через 5 місяців після процедури вона скаржилася, що майже сліпа на одне око з відшаруванням сітківки, що призвело до суперечки з лікарнею через непрофесійність. Після операції їй довелося покинути роботу, і під час одужання вона стала занадто слабкою, щоб удоглядти за своєю дитиною, що призвело до психічного зриву. Вона також сказала, що більше не може ходити без супроводу сім'ї.